# Sputnik 2
Sputnik 2 (rusky Спутник-2) byla sovětská umělá družice, vypuštěná 3. listopadu 1957 na oběžnou dráhu Země upravenou nosnou raketou R-7 z kosmodromu Bajkonur. Na palubě nesla psa Lajku, prvního živého tvora na oběžné dráze Země.
Počáteční parametry orbitální dráhy: výška 212×1 660 km, sklon 65,33°, doba oběhu 103,75 min.

## Popis družice
Rozhodnutí o stavbě družice Sputnik 2 byla vydáno 11. října 1957, krátce po úspěchu Sputniku 1. Byla sestavena během necelých 4 týdnů. K jejímu sestavení bylo využito maxima existujících komponent. Za základ byl vzat vlastní Sputnik 1. Ke sférickému tělu stejné konstrukce, obsahující napájecí baterie a vysílače pracující na frekvenci 20,005 MHz a 40,002 MHz, byla připojena hermetizovaná válcová schránka využívaná při letech psů na experimentálních raketách R2-A o délce 80 cm a průměru 64 cm. Třetím a posledním modulem byl válcový blok Geiger-Müllerova počítače pro měření solárního a kosmického záření. Tyto tři komponenty byly umístěny do rámu a vytvořily tak družici o délce cca 1,5 m a maximálním průměru 1,2 m.[zdroj?] Hmotnost družice byla 508,3 kg. Družice zůstala spojená s druhým stupněm nosné rakety (blok A) a k přenosu telemetrie na Zemi proto mohla využít na něm umístěný telemetrický systém Tral-D.
Hermetizovaná kabina zajišťovala životní funkce psa po dobu až 7 dnů. Obsahovala systém generující kyslík na bázi rozkladu hyperoxidu draselného KO2, který zároveň plnil funkci pohlcovače oxidu uhličitého a vlhkosti. Kyslíkový regulátor zastavoval reakci generující kyslík při růstu tlaku nad 765 mm Hg a zabraňoval tak otravě kyslíkem. Ventilátor termoregulačního systému, který byl spouštěný při vzrůstu teploty nad 15 °C.
Lajka byla uchycena v postroji, který ji fixoval v kabině a umožňoval ji vstát a lehnout si, ale už ne otáčení se v kabině. Strava byla pravidelně podávána formou gelu obsahujícího dostatek živin a vody. Gel byl vyroben z vody, agaru, sušeného chlebového prášku, sušeného masa a hovězího loje. Celkem byly na palubě 3 litry tohoto gelu. Výkaly byly shromažďovány ve sběrném vaku. Na tělo psa byla připevněna fyziologická čidla umožňující snímání elektrokardiogramu a tepu, dechové frekvence, pohybu a krevního tlaku. Tyto údaje byly předávány pomocí vysílače zpět na Zemi.

## Průběh letu
K vypuštění došlo 3. listopadu 1957 v 02:30:42 UTC z kosmodromu Bajkonur. K vypuštění byla použita raketa Sputnik, což byla upravená verze vojenské rakety R-7. Po vynesení na oběžnou dráhu došlo k odhození krytu družice, ovšem nedošlo k oddělení vlastní družice od zbytku nosné rakety. To následně zapříčinilo špatnou činnost termoregulačního systému. Srdeční tep Lajky byl před vypuštěním 103 tepů/min, v průběhu práce nosné rakety ovšem vystoupal až na 240 tepů/min. Krátce po vynesení na oběžnou dráhu se opět pohyboval okolo 102 tepů/min.
Původně bylo plánováno, že Lajka bude žít na oběžné dráze 7-10 dnů a potom bude bezbolestně usmrcena ukončením dodávky kyslíku. S jejím návratem se nepočítalo - technika té doby ještě návrat z oběžné dráhy neumožňovala. Kvůli poruše stabilizátoru teploty ovšem teplota v kabině vystoupala k 40 °C. Lajka tak na následky vzniklého stresu a přehřátí zemřela už po přibližně 5-7 hodinách letu. Podle dřívějších zpráv a různých pověstí žila Lajka několik dnů a zahynula na nedostatek vzduchu, nebo byla otrávena. To, že k její smrti došlo jen několik hodin po startu, zveřejnil Dmitrij Malašenkov, jeden z vědců přítomných programu, až v říjnu roku 2002.
I přesto znamenala data z letu první důležité informace o reakcích živého organismu na kosmický let.
Dráha družice se postupně snižovala a po 2570 obězích Země 14. dubna 1958 vstoupila do hustých vrstev atmosféry, ve kterých shořela.